# Jacarepaguá
Jacarepaguá, oficiálně Autódromo Internacional Nelson Piquet, byl závodní okruh v brazilském Rio de Janeiru, k jehož otevření došlo v roce 1977. Následná demolice proběhla roku 2012, aby se jeho plocha stala součástí některých sportovišť Parku Barra v rámci Letních olympijských her 2016.
Grand Prix Brazílie se jezdila na dvou okruzích, rozhodovalo se vždy mezi městy São Paulo a Rio de Janeiro. Když byl v šedesátých letech na vrcholu Emerson Fittipaldi, vzrostl velký zájem o závody v jeho rodišti v São Paulu, zatímco Nelson Piquet přitahoval pozornost v Rio de Janeiru. Proto se městské úřady rozhodly postavit závodní dráhu v blízkosti letiště nedaleko vesnice Jacarepagua.

## Formule 1
| No. | Rok  | Jezdec           | Konstruktér | Motor         | Pneu | Čas           | Délka kola | Počet kol | Rychlost     | Datum      |
| --- | ---- | ---------------- | ----------- | ------------- | ---- | ------------- | ---------- | --------- | ------------ | ---------- |
| 1   | 1978 | Carlos Reutemann | Ferrari     | Ferrari       | M    | 1:49:59,860 h | 5,031 km   | 63        | 172,887 km/h | 29. leden  |
|     |      |                  |             |               |      |               |            |           |              |            |
| 2   | 1981 | Carlos Reutemann | Williams    | Ford          | M    | 2:00:23,660 h | 5,031 km   | 62        | 155,450 km/h | 29. březen |
| 3   | 1982 | Alain Prost      | Renault     | Renault       | M    | 1:44:33,134 h | 5,031 km   | 63        | 181,892 km/h | 21. březen |
| 4   | 1983 | Nelson Piquet    | Brabham     | BMW           | M    | 1:48:27,731 h | 5,031 km   | 63        | 175,335 km/h | 13. březen |
| 5   | 1984 | Alain Prost      | McLaren     | Porsche (TAG) | M    | 1:42:34,492 h | 5,031 km   | 61        | 179,512 km/h | 25. březen |
| 6   | 1985 | Alain Prost      | McLaren     | Porsche (TAG) | G    | 1:41:26,115 h | 5,031 km   | 61        | 181,529 km/h | 7. duben   |
| 7   | 1986 | Nelson Piquet    | Williams    | Honda         | G    | 1:39:32,583 h | 5,031 km   | 61        | 184,980 km/h | 23. březen |
| 8   | 1987 | Alain Prost      | McLaren     | Porsche (TAG) | G    | 1:39:45,141 h | 5,031 km   | 61        | 184,592 km/h | 12. duben  |
| 9   | 1988 | Alain Prost      | McLaren     | Honda         | G    | 1:36:06,857 h | 5,031 km   | 60        | 188,438 km/h | 3. duben   |
| 10  | 1989 | Nigel Mansell    | Ferrari     | Ferrari       | G    | 1:38:58,744 h | 5,031 km   | 61        | 186,034 km/h | 26. březen |